# Evdokimovita
L'evdokimovita és un mineral de la classe dels sulfats. Rep el nom en honor del professor Mikhail Dmitrievich Evdokimov (1940-2010), antic membre del Departament de Mineralogia de la Universitat Estatal de Sant Petersburg, per les seves contribucions a la mineralogia i la petrologia, i especialment per a l'ensenyament de la mineralogia a diverses generacions d'estudiants de la Universitat.

## Característiques
L'evdokimovita és un sulfat de fórmula química Tl₄(VO)₃(SO₄)₅(H₂O)₅. Va ser aprovada com a espècie vàlida per l'Associació Mineralògica Internacional l'any 2013. Cristal·litza en el sistema monoclínic.

## Formació i jaciments
Va ser descoberta a l'avanç nord de la gran erupció fissural del volcà Tolbàtxik, un volcà situat a l'óblast de Kamtxatka, dins el districte Federal de l'Extrem Orient, a Rússia, on sol trobar-se associada a altres minerals com: shcherbinaïta, pauflerita, bobjonesita, markhininita i karpovita. Es tracta de l'únic indret de tot el planeta on ha estat descrita aquesta espècie mineral.